# Dahlak-Marine-Nationalpark
Der Dahlak-Marine-Nationalpark (Dahlak Marine National Park, Schreibvariante: Dahlac) ist einer der beiden Nationalparks Eritreas. Er liegt in der Region Semienawi Kayih Bahri (Region des nördlichen Roten Meeres) im Gebiet des Dahlak-Archipels.
Der Nationalpark weist einen ungewöhnlichen Reichtum an Arten und Individuen auf, denn er wurde bereits zur Zeit der äthiopischen Herrschaft während des Eritrea-Äthiopien-Krieges ausgerufen und seither kaum vom Menschen berührt. Man schätzt, dass ca. 325 Fischarten in den Gewässern leben und es gibt Dugongs, Meeresschildkröten sowie eine reiche Vogelwelt.
Die meisten der kleinen Inseln sind unbewohnt, auf vier größeren Inseln gibt es Siedlungen von Einheimischen mit insgesamt 2500 Einwohnern.
Von Massaua aus kann der Nationalpark besucht werden, unter anderem zum Tauchen.